# 福山地区消防組合
福山地区消防組合（ふくやまちくしょうぼうくみあい）とは、広島県福山市、府中市、神石郡神石高原町の2市1町により組織された一部事務組合（消防組合）である。

## 概要
加盟自治体数は最多2市8町1村であったが離脱はないものの合併により2市1町となった。
- 組合名称：福山地区消防組合
- 消防本部名称：福山地区消防組合消防局
- 職員数：552（2013年4月1日現在）
- 消防署8カ所、分署1分署、出張所6出張所

## 沿革
- 1990年4月1日 - 福山地区消防組合を設立。
- 1992年10月1日 - 芦品地区消防組合・深安消防組合を合併する。
- 1999年4月1日 - 府中市消防本部を合併する。

## 消防署
| 消防署     | 住所                                                  |
| ---------- | ----------------------------------------------------- |
| 南消防署   | 福山市沖野上町五丁目13番8号(消防組合消防局庁舎と隣接) |
| 北消防署   | 福山市奈良津町二丁目1番1号                            |
| 東消防署   | 福山市引野町北四丁目23番9号                           |
| 西消防署   | 福山市松永町三丁目21番77号                            |
| 水上消防署 | 福山市箕沖町135番地                                   |
| 芦品消防署 | 福山市新市町戸手780番地10                             |
| 深安消防署 | 福山市神辺町川北1402番地1                             |
| 府中消防署 | 府中市府中町堤外１１９番地の1                         |